# Nicolas Verdan

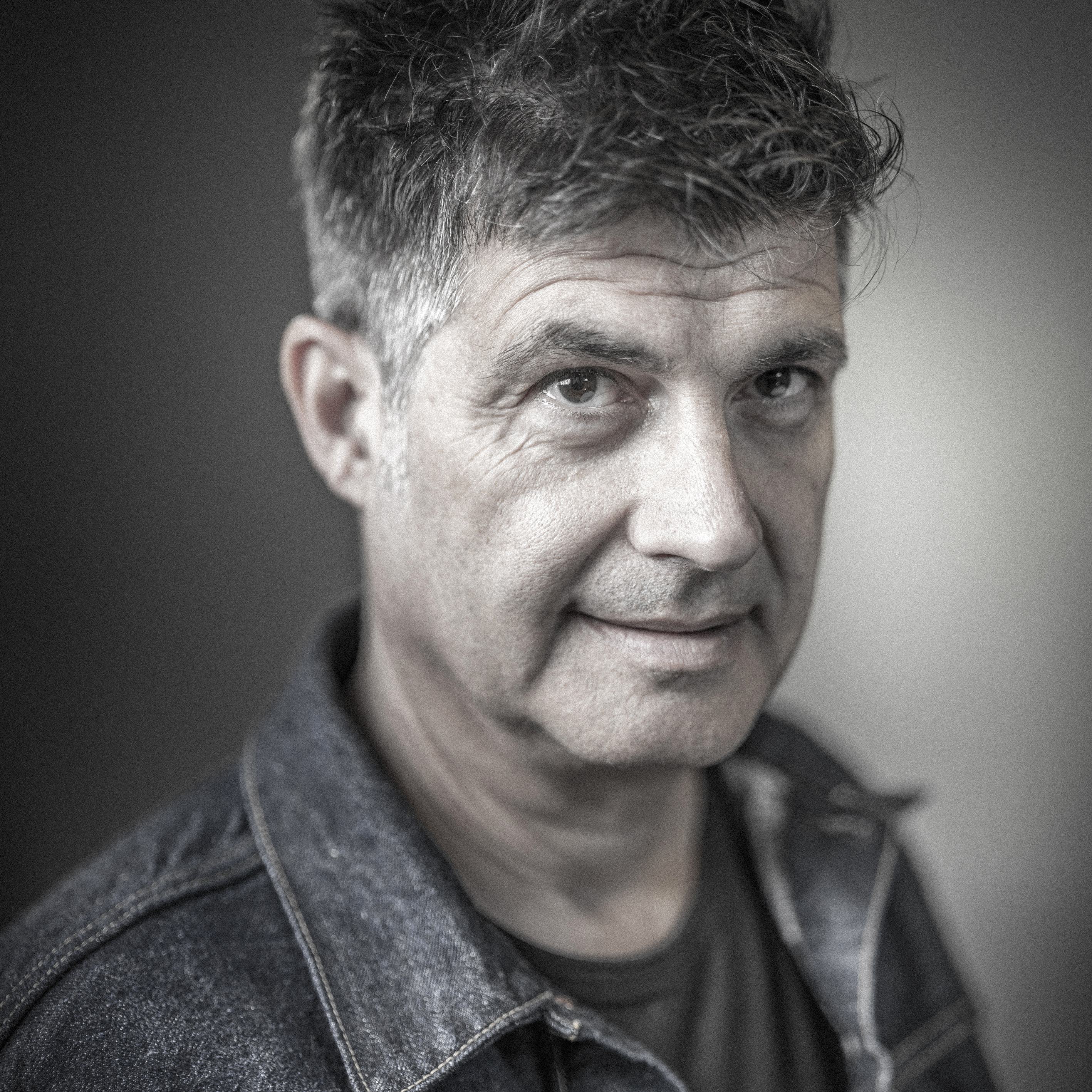
Nicolas Verdan (2023)

Nicolas Verdan (* 22. Februar 1971 in Vevey, Kanton Waadt) ist ein Schweizer Journalist und Schriftsteller.

## Leben
Nicolas Verdan studierte Politikwissenschaft an der Universität Lausanne und arbeitete anschliessend bis 2010 als Journalist für die Westschweizer Tageszeitung 24 heures. Seit 2005 hat er sechs Romane veröffentlicht, drei davon wurden ins Deutsche übersetzt.
Verdan lebt abwechselnd in Chardonne und Athen.

## Auszeichnungen (Auswahl)
- 2006: Prix Bibliomedia Suisse
- 1988: Prix des auditeurs de la RTS
- 2012: Einzelwerkpreis der Schweizerischen Schillerstiftung für Le Patient du docteur Hirschfeld

## Werke
- Le Rendez-vous de Thessalonique. Roman. Campiche, Orbe 2005.
- Chromosome 68. Roman. Campiche, Orbe 2008.
- Saga Le Corbusier. Roman. Campiche, Orbe 2009.
  - Saga Le Corbusier. Deutsch von Bernadette Fülscher. Éditions Parallèles, Biel 2020, ISBN 978-3-9525011-1-5.
- Le Patient du docteur Hirschfeld. Roman. Campiche, Orbe 2011.
  - Doktor Hirschfelds Patient. Deutsch von Hilde Fieguth. Die Brotsuppe, Biel 2022, ISBN 978-3-03867-065-0.
- Le Mur grec. Roman. Campiche, Orbe 2015.
- La Coach. Roman noir. BSN Press, Lausanne 2018.
  - Die Coachin. Deutsch von Hilde Fieguth. Lenos, Zürich 2020, ISBN 978-3-85787-498-7.